# マーベル アントマン
マーベル アントマン（Marvel Antman）は、アメリカ合衆国で2017年6月10日から6月11日までディズニーXDで放送されたテレビアニメ。マーベル・コミックの同名をベースに制作されており、アニメーション制作はパッション・スタジオとマーベル・アニメーションが担当した。日本でも放送されたかは不明だが、Youtubeのディズニーの日本語版公式チャンネルで配信されており、Disney+でも配信されている。

## キャラクター
スコット・ラング / アントマン
声 - ジョシュ・キートン / 日 - 阪口周平
ワスプ
声 - メリッサ・ラウチ / 日 - 竹内恵美子
ハンク・ピム
声 - ディー・ブラッドリー・ベイカー / 日 - 岡博也
イエロージャケット
声 - ウィリアム・サリヤーズ / 日 - 不明
キャシー・ラング
声 - ローラ・ベイリー / 日 - 不明
エイリアンリーダー
声 - エリック・バウザ / 日 - 不明
エクスターミネーター
声 - ノーラン・ノース / 日 - 不明
エッグヘッド
声 - サム・リーゲル / 日 - 不明
ワールウィンド
声 - フレッド・タタショア / 日 - 不明

## エピソード
| # | サブタイトル       | 原題           | 放送日        |
| - | ------------------ | -------------- | ------------- |
| 1 | 科学フェア         | Science Fair   | 2017年6月10日 |
| 2 | エイリアン襲来     | Alien Invasion | 2017年6月10日 |
| 3 | スープの時間       | Soup Time      | 2017年6月10日 |
| 4 | 駆除業者           | Exterminator   | 2017年6月11日 |
| 5 | プロトン・キューブ | Proton Cube    | 2017年6月11日 |
| 6 | 初デート成功なるか | Not a Date     | 2017年6月11日 |

## 日本語版スタッフ
- 翻訳 - 亀井玲子[6]
- 演出 - 麦島哲也[6]
- 制作 - HALF H・P STUDIO[6]